# Stefan Kurfiss
Stefan Kurfiss (Pforzheim, 12 de abril de 1962) es un expiloto de motociclismo alemán. Estuvo compitiendo en el Mundial de motociclismo desde 1982 hasta 1995.

## Resultados en el Campeonato del Mundo
Sistema de puntuación desde 1969 hasta 1987:
| Posición | 1.º | 2.º | 3.º | 4.º | 5.º | 6.º | 7.º | 8.º | 9.º | 10.º |
| Puntos   | 15  | 12  | 10  | 8   | 6   | 5   | 4   | 3   | 2   | 1    |

Sistema de puntuación desde 1988 hasta 1991:
| Posición | 1.º | 2.º | 3.º | 4.º | 5.º | 6.º | 7.º | 8.º | 9.º | 10.º | 11.º | 12.º | 13.º | 14.º | 15.º |
| Puntos   | 20  | 17  | 15  | 13  | 11  | 10  | 9   | 8   | 7   | 6    | 5    | 4    | 3    | 2    | 1    |

Sistema de puntuación en 1992:
| Posición | 1.º | 2.º | 3.º | 4.º | 5.º | 6.º | 7.º | 8.º | 9.º | 10.º |
| Puntos   | 20  | 15  | 12  | 10  | 8   | 6   | 4   | 3   | 2   | 1    |

Sistema de puntuación de 1993 hasta 2022:
| Posición | 1.º | 2.º | 3.º | 4.º | 5.º | 6.º | 7.º | 8.º | 9.º | 10.º | 11.º | 12.º | 13.º | 14.º | 15.º |
| Puntos   | 25  | 20  | 16  | 13  | 11  | 10  | 9   | 8   | 7   | 6    | 5    | 4    | 3    | 2    | 1    |

### Carreras por año
(Carreras en negrita indica pole position; Carreras en cursiva indica vuelta rápida)
| Año  | Clase | Moto        | 1       | 2       | 3       | 4       | 5      | 6       | 7       | 8      | 9      | 10     | 11     | 12      | 13      | 14      | 15     | Pts. | Pos. |
| ---- | ----- | ----------- | ------- | ------- | ------- | ------- | ------ | ------- | ------- | ------ | ------ | ------ | ------ | ------- | ------- | ------- | ------ | ---- | ---- |
| 1982 | 50cc  | Kreidler    |         |         |         | ESP -   | NAT -  | NED -   |         | YUG -  |        |        |        |         | RSM -   | GER Ret |        | 0    | -    |
| 1983 | 50cc  | Kreidler RK |         | FRA -   | NAT -   | GER 28  | ESP -  |         | YUG 15  | NED -  |        |        |        | RSM -   |         |         |        | 0    | -    |
| 1984 | 80cc  | Kreidler    |         | NAT Ret | ESP -   | AUT Ret | GER -  |         | YUG -   | NED -  | BEL -  |        |        | RSM -   |         |         |        | 0    | -    |
| 1985 | 80cc  | Siku        |         | ESP -   | GER Ret | NAT -   |        | YUG -   | NED -   |        | FRA -  |        |        | RSM -   |         |         |        | 0    | -    |
| 1988 | 80cc  | Ziegler     |         |         | ESP -   | EXP -   | NAT -  | GER DNQ |         | NED -  |        | YUG -  |        |         |         | CZE -   |        | 0    | -    |
| 1989 | 80cc  | Krauser     |         |         |         | ESP -   | NAT 13 | GER 8   |         | YUG -  | NED 15 |        |        |         |         | CZE Ret |        | 12   | 19.º |
| 1990 | 125cc | Honda       | JPN -   |         | ESP Ret | NAT 19  | GER 19 | AUT Ret | YUG 16  | NED 9  | BEL 20 | FRA 18 | GBR 21 | SWE DNQ | CZE -   | HUN 19  | AUS 12 | 11   | 27.º |
| 1991 | 125cc | Honda       | JPN -   | AUS -   |         | ESP -   | ITA -  | GER 16  | AUT -   | EUR 27 | NED 28 | FRA 21 | GBR 17 | RSM 21  | CZE Ret |         | MAL -  | 0    | -    |
| 1992 | 125cc | Honda       | JAP -   | AUS -   | MAL -   | SPA -   | ITA -  | EUR -   | ALE 8   | NED -  | HUN -  | FRA -  | GBR -  | BRA -   | RSA -   |         |        | 3    | 21.º |
| 1993 | 125cc | Aprilia     | AUS Ret | MAL 16  | JAP Ret | ESP 11  | AUT 26 | ALE Ret | NED 11  | EUR 14 | RSM 18 | GBR -  | CZE -  | ITA 24  | USA 14  | FIM 18  |        | 14   | 26.º |
| 1994 | 125cc | Honda       | AUS -   | MAL -   | JAP -   | ESP -   | AUT -  | ALE Ret | NED -   | ITA -  | FRA -  | GBR -  | CZE -  | USA -   | ARG -   | EUR Ret |        | 0    | -    |
| 1995 | 125cc | Yamaha      | AUS 19  | MAL Ret | JAP 22  | ESP -   | ALE 15 | ITA Ret | NED Ret | FRA 20 | GBR 22 | CZE -  | RIO -  | ARG -   | EUR -   |         |        | 1    | 32.º |